# Palagruža
Palagruža (italsky Pelagosa, z řeckého πέλαγος 'moře') je malé odlehlé dolomitové souostroví uprostřed Jaderského moře patřící Chorvatsku. Souostroví sestává z hlavního ostrova Velká Palagruža (Vela Palagruža, Pelagosa Grande), menšího ostrova Malá Palagruža (Mala Palagruža, Pelagosa Piccola) a řady dalších útesů a skalisek. Na Velké Palagruži stojí maják. Souostroví je domovem mnoha mořských ptáků. Rostou zde endemické rostliny a byl zde popsán minerál pelagosit. Za první světové války o Palagružu bojovala Itálie s Rakousko-Uherskem. Palagruža připadla Jugoslávii po podepsání tzv. Pařížských mírových smluv v roce 1947.
Z ekologického hlediska je ostrov unikátní v celém Chorvatsku, a to vzhledem k velmi mírnému klimatu a zanedbatelnému množství srážek. Jejich úhrn činí ročně pouze 270 mm. Na ostrově nemrzne. Průměrná lednová teplota činí 11,5 °C a průměrná červencová 24,4 °C. Proto je ostrov Palagruža jediným místem v Chorvatsku, kde se dobře daří pravé subtropické vegetaci, kterou by mráz zničil. Většinou se ostrov zazelená mírně na podzim a v zimě, léta jsou suchá a horká. Srovnatelná vegetace jako na Palagruži se nachází na Kypru, Maltě nebo v Izraeli.[zdroj?]